# 2007년 8월
| 2007년: 1월 · 2월 · 3월 · 4월 · 5월 · 6월 · 7월 · 8월 · 9월 · 10월 · 11월 · 12월 |

| <          | 2007년 8월  | 2007년 8월 | 2007년 8월  | 2007년 8월 | 2007년 8월 | >          |
| 일         | 월          | 화         | 수          | 목         | 금         | 토         |
|            |             |            | 1 6.19 정묘 | 2 20 무진  | 3 21 기사  | 4 22 경오  |
| 5 23 신미  | 6 24 임신   | 7 25 계유  | 8 26 갑술   | 9 27 을해  | 10 28 병자 | 11 29 정축 |
| 12 30 무인 | 13 7.1 기묘 | 14 2 경진  | 15 3 신사   | 16 4 임오  | 17 5 계미  | 18 6 갑신  |
| 19 7 을유  | 20 8 병술   | 21 9 정해  | 22 10 무자  | 23 11 기축 | 24 12 경인 | 25 13 신묘 |
| 26 14 임진 | 27 15 계사  | 28 16 갑오 | 29 17 을미  | 30 18 병신 | 31 19 정유 |            |

| - 8월 13일 - 김주승 편집하기 |

## 2007년8월 28일
- 대한민국 정부와 탈레반은 인질 19명을 모두 석방하는데 합의하였다.
- 스페인의 안토니오 푸에르타 선수가 3일 전 심장마비로 쓰러진 뒤 결국 회복하지 못하고 사망하였다.

## 2007년8월 21일
- 서울중앙지방법원이 1975년 인민혁명당사건으로 사형선고를 받고 숨진 8명 희생자 유가족에게 각각 20억~33억원씩 총 245억원을 국가가 배상하라는 판결을 내렸다.
- 독도 서도의 어업인숙소 옆 선가장 확장공사를 하면서 굴착기로 터파기를 하던 중 땅속에서 길이 40cm, 지름 20cm 규모의 폭탄이 발견됐다. <연합뉴스>
- 박태환선수가 프레 올림픽 대회인 2007 일본 국제 수영대회 400m 자유형에서 3분 44초 77의 기록으로 금메달을 획득했다.

## 2007년8월 20일
- 한나라당 대한민국 제17대 대통령 한나라당 후보자 선출 선거에서 이명박 전 서울시장이 박근혜 전 대표와 원희룡 의원 그리고 홍준표 의원을 제치고 2007년 대한민국 대통령 선거 후보로 선출되었다. (한겨레)
- 충남 공주시의 한 야산 중턱에서 산림청 산림항공본부 소속 헬기 한 대가 추락했다. 이 사고로 헬기에 타고 있던 3명이 숨졌다. (SBS)

## 2007년8월 19일
- 유엔 인종차별철폐위원회(CERD)는 한국 사회의 다민족적 성격을 인정하고, 한국이 실제와는 다른 단일 민족 국가라는 이미지를 극복할 것을 권고하였다.
- 한나라당이 대한민국 제17대 대통령 한나라당 후보자 선출 선거의 국민참여선거인단 투표를 실시했다.

## 2007년8월 18일
- 북측의 수해 피해로 8월 28일부터 평양에서 개최될 예정이던 제2차 남북 정상 회담이 10월 2일에서 10월 4일로 연기되었다.
- 열린우리당이 임시 대의원대회를 열어, 대통합민주신당과의 합당 결의를 의결하였다.
- 추미애 전 국회의원이 대통합민주신당에 입당하였다.
- 유시민과 추미애가 2007년 대한민국 대통령 선거에 대통합민주신당 후보로 출마할 것을 선언했다.
- 2007년 FIFA U-17 월드컵이 2007년 8월 18일부터 9월 9일까지 대한민국에서 열렸다.

## 2007년8월 17일
- 나흘 전 탈레반에 의해 석방된 한국인 여성 인질 2명이 인천공항을 통해 대한민국에 입국한 뒤 국군수도병원에 입원하였다. 대한민국 정부는 협상에 영향을 줄 것을 우려하여 이들의 신변에 대해서는 공개하지 않을 방침이다.
- 미국 서브프라임 모기지 부실의 여파로 글로벌 신용경색우려가 커지면서 15일 이후 뉴욕 증시가 폭락하였고, 대한민국의 코스피 지수와 코스닥 지수 역시 이틀 연속 급락하여 각각 1638.07, 673.48을 기록했다.

## 2007년8월 16일
- 미국 서브프라임 모기지 부실의 여파로 글로벌 신용경색우려가 커지면서 뉴욕 증시가 폭락하였고, 대한민국의 코스피 지수도 최대 100P 이상 급락하면서 1700 선이 붕괴되었다.
- 아무리 헝클어진 루빅스 큐브라도 26번만 돌리면 완벽하게 원래의 상태로 돌아오게 만드는 계산방법이 밝혀졌다고 BBC 뉴스 인터넷판이 보도했다. (BBC뉴스)

## 2007년8월 15일
- 페루 중부 서안(그림)에서 발생한 규모 7.9의 강진으로 수백여 명이 사망하고 1천 명 이상이 다쳤다.

## 2007년8월 14일
- 비정규직 문제로 노사 갈등을 빚고 있는 이랜드그룹은 뉴코아 17개 점포 가운데 강남점과 일산점 등 6개 점포에 대한 직장폐쇄 조치를 검토중이라고 밝혔다. (KBS뉴스)
- 평양에서 개최될 제2차 남북 정상 회담에서 남측 대표단이 평양·개성고속도로를 이용해 왕래한다는 데 남북이 합의했다.
- 이라크 서북부 사막지대의 쿠르드족 자치지역 인근에서 차량폭탄테러가 발생하여, 적어도 250여 명 최대 500명이 숨졌다.

## 2007년8월 13일
- 대한민국 정부는 탈레반에 억류되어 있는 한국인 인질 가운데 여성 2명이 석방되었다고 발표했다. (연합뉴스)
- 부산의 한 이동식 놀이공원에서 회전 대관람차의 곤돌라가 떨어져 일가족 5명이 사망했다.
- 친일반민족행위자재산조사위원회는 민영휘, 민상호, 박중양 등 친일반민족 행위자 10명의 후손의 재산 257억원에 대해 국가귀속 결정이 내렸다.
- 이명박 한나라당 대선 경선후보 관련 고소 사건을 수사 중인 서울중앙지검은 이 후보의 큰형 이상은이 보유한 서울 도곡동 땅의 지분은 이씨가 아닌 제3자의 차명재산으로 보인다고 밝혔다. (한겨레신문)
- 대한민국 국가비상기획위원회는 제2차 남북 정상 회담을 앞두고 한.미 을지포커스렌즈(UFL)연습과 연계된 한국 쪽의 군사기동훈련을 1~2개월 뒤로 연기한다고 발표했다. (중앙일보)[깨진 링크(과거 내용 찾기)]
- 지상 청량리역에서 대형 천공기가 넘어져 2명이 사망하고 열차 운행에 차질을 빚었다.
- 중국 후난성 펑황에서 건설 중인 다리가 붕괴되어 20명이 사망하고, 22명이 다쳤으며 39명이 실종되었다고 신화통신이 보도했다.

## 2007년8월 11일
- 잉글랜드 프리미어리그(Premier League)가 개막했다.
- 탈레반은 억류하고 있는 한국인 인질 가운데 여자 2명을 석방하겠다고 밝혔다.

## 2007년8월 10일
- 미국의 서브프라임 모기지 부실 우려로 프랑스 최대은행 BNP 파리바은행이 3개 펀드에 대한 환매 금지 및 평가 중단을 한 여파로 미국, 유럽 증시가 동반 급락하고 코스피 지수도 80.19P 급락된 1828.49P로 마감하였다. (쿠키뉴스)

## 2007년8월 9일
- 미국 서브프라임 모기지론 사태의 영향으로 다우 존스 공업평균지수가 사상 최대의 폭락폭인 387.18 포인트를 기록하며 폭락하였다.
- 프랑스 최대은행 BNP 파리바은행은 미국 서브프라임 모기지론 사태에 따른 신용경색을 이유로 자사의 3개 자산유동화증권(ABS)펀드에 대한 자산가치 평가 및 환매를 일시 중단하였다.

## 2007년8월 8일
- 대한민국과 조선민주주의인민공화국은 제2차 남북 정상 회담을 8월 28일부터 30일에 평양에서 개최한다고 공식 발표하였다.

## 2007년8월 6일
- 김성호 대한민국 법무부 장관이 사의를 표명했다.
- 대한민국 농림부는 영국의 구제역 발생과 관련하여, 영국산 돼지와 돼지고기에 대해 수입 금지 조치를 취했다.

## 2007년8월 5일
- 폭우로 인하여 태백선 쌍용-연당 구간이 침수되어 약 5시간 동안 입석리-영월 구간의 열차 운행이 중단되었다. 해당 구간의 여객은 버스로 연계 수송되었다.

## 2007년8월 3일
- 경기도 용인시에 위치한 삼성전자 기흥 공장에서 변전소 배전판 이상으로 인한 정전 때문에 반도체 생산라인이 중단되는 사고가 발생하였다.

## 2007년8월 1일
- 대한민국 정부는 아프가니스탄을 여행 금지국으로 지정했다.
- 미국 미네소타주 미니애폴리스의 고속도로 교량이 붕괴되는 사고가 일어났다.
- 농림부는 광우병 특정위험물질(SRM)인 "등뼈"가 발견된 미국산 쇠고기에 대하여 모든 검역 작업을 중단했다.